# Cykelhjälm

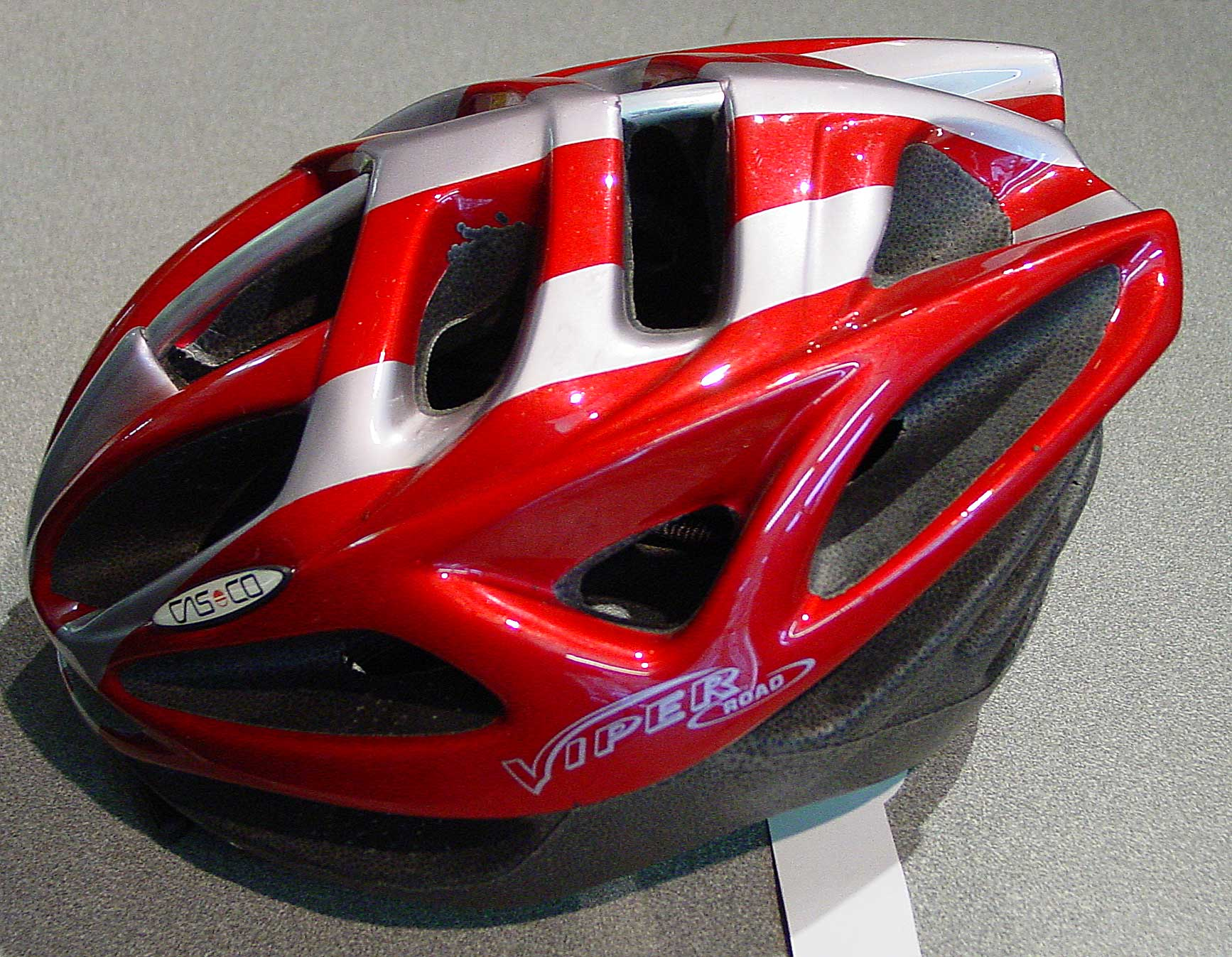
En cykelhjälm.

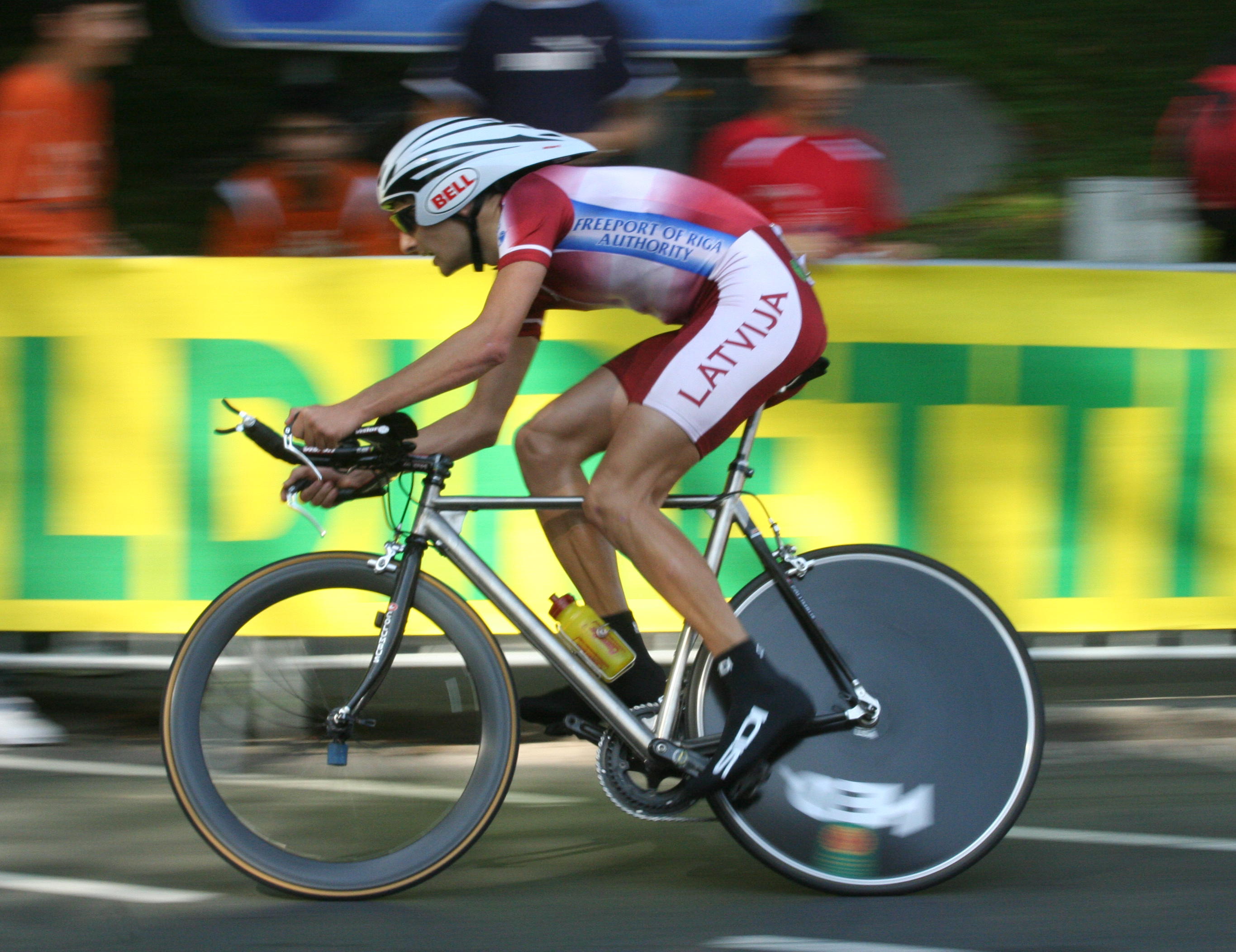
Hjälm med lågt luftmotstånd, för bland annat tempo- och triathloncykling.

Cykelhjälm är en typ av hjälm som ska skydda huvudet vid cykelolyckor. Den är i allmänhet gjord av en kärna av cellplast med ett skyddande yttre hårdplastskal. Den inre cellplasten kan formas och gjutas tillsammans med det yttre skalet så att de bildar en enhet; tekniken kallas 'inmold' (engelska för 'i form').

## Historik

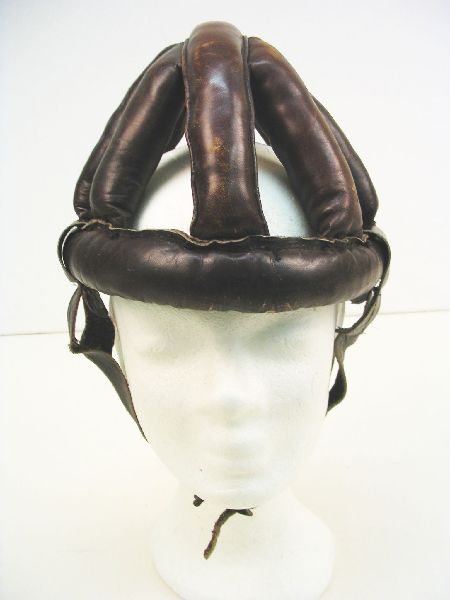
En cykelhjälm från 1950-talet vid Tammerfors museum i Finland.

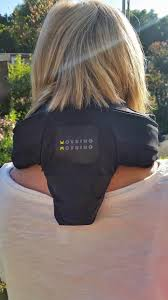
En cykelhjälm med inbyggd krockkudde.

Förr i tiden användes cykelhjälmar främst av tävlingscyklister, vilket återspeglas i designen av dagens cykelhjälmar. Innan  1970-talet användes en form av cykelhjälm gjord av stoppade läderremmar som såg ut som ett kraftigt hårnät. Denna form av hjälm skulle främst skydda mot skrapsår och dylikt.
Vardagscyklisters användande av cykelhjälmar tog fart i USA under 1970-talet. I Sverige gjordes en av de första moderna cykelhjälmarna, tillverkad i cellplast, 1980 av barnsäkerhetsföretaget Akta. Genom kampanjer och lagstiftning har cykelhjälmar sedan blivit vanligare bland vardagscyklister, framförallt i utlandet.

## Användning
År 2013 bar 36 procent av alla cyklister i Sverige hjälm enligt VTI:s observationsstudie. Störst var användningen i gruppen barn 6–12 år som cyklar till och från skolan (nära 85 procent).
År 2010 intervjuade försäkringsbolaget Trygg-Hansa 1 020 personer och de som inte bar hjälm angav ett eller flera skäl till det. 54 procent svarade att de alltid har cyklat utan hjälm, 28 procent tyckte att hjälmen är besvärlig att ha med sig, 20 procent menade att det är obehagligt och 17 procent att frisyren blir förstörd. 71 procent i undersökningen ansåg det vara nödvändigt med en hjälmlag.

## Lagstiftning

### Standarder
Hjälmar sålda inom EU ska uppfylla de normer som fastslagits i direktivet för personlig skyddsutrustning, 89/686/EEG. Alla CE-märkta hjälmar uppfyller normerna i direktivet genom att klara standarden EN 1078 för vuxna eller EN 1080 för barn . Uppfyller hjälmen dessa krav får den säljas fritt inom hela EU. För att få märkningen måste hjälmarna klara ett test som innebär att de tappas från två meters höjd med en vikt i, motsvarande vikten av en människas huvud. Islaget sker i cirka 20 km/h och motsvarar att en fotgängare snubblar och trillar på huvudet. Barn ska ha hjälmar med grönt spänne med utlösningsfunktion. Den är konstruerad för att lösa ut vid viss belastning, till exempel om barnet skulle fastna och bli hängande i hjälmen.
Cykelhjälmar är funktionstestade genom att tappas från två meters höjd med en vikt i, motsvarande en människas huvud.

### Cykelhjälmsanvändning i lag
I Sverige reglerades det den 1 januari 2005 i vägtrafikförordningen (SFS 1998:1276) att alla under 15 års ålder måste bära cykelhjälm när de cyklar eller blir skjutsade på tvåhjulig cykel. Det finns inga bötesstraff för den som är under 15 och framför cykeln utan hjälm, men däremot om någon över 15 skjutsar någon som inte har hjälm.
Australien blev 1990 första land i världen att införa lag på cykelhjälm. Nya Zeeland följde efter 1994.
Några få delstater i Kanada har hjälmlag införd vid olika tidpunkter från 1995 och framåt, främst för ungdomar och barn men även för vuxna i British Columbia
I Finland är det olagligt att cykla utan hjälm, men inte straffbart.
Israel luckrade upp sin hjälmlag 2011. Det blev då tillåtet för vuxna att cykla utan hjälm i tätort.
I Spanien måste man sedan 2004 ha hjälm på landsvägar, men inte i långa uppförsbackar, om det är väldigt varmt eller om man har medicinska skäl.
Tjeckien införde den 1 juli 2005 lag på cykelhjälm för alla under 18 år.

## Skadefrekvens
Enligt sjukhusdata får 1 300 cyklister i svensk vägtrafik läggas in på sjukhus varje år för huvudskador. Den genomsnittliga vårdtiden är 1,7 dagar. Under den undersökta tiden hade 15-20% av cyklisterna hjälm.
Samtidigt cyklas det cirka två miljarder kilometer om året , eller femhundra miljoner cykelresor om året  i Sverige. Om man slår ut huvudskadorna på cyklandet blir det 1,5 miljoner cyklade kilometer per huvudskada, eller en huvudskada på 380 000 cykelresor.
Under åren 2007-2011 dog i genomsnitt 25 cyklister varje år i Sverige. Av de omkomna cyklisterna dog 70% i kollisioner med motorfordon.

## Vetenskaplig forskning på hjälmanvändandets skyddseffekt

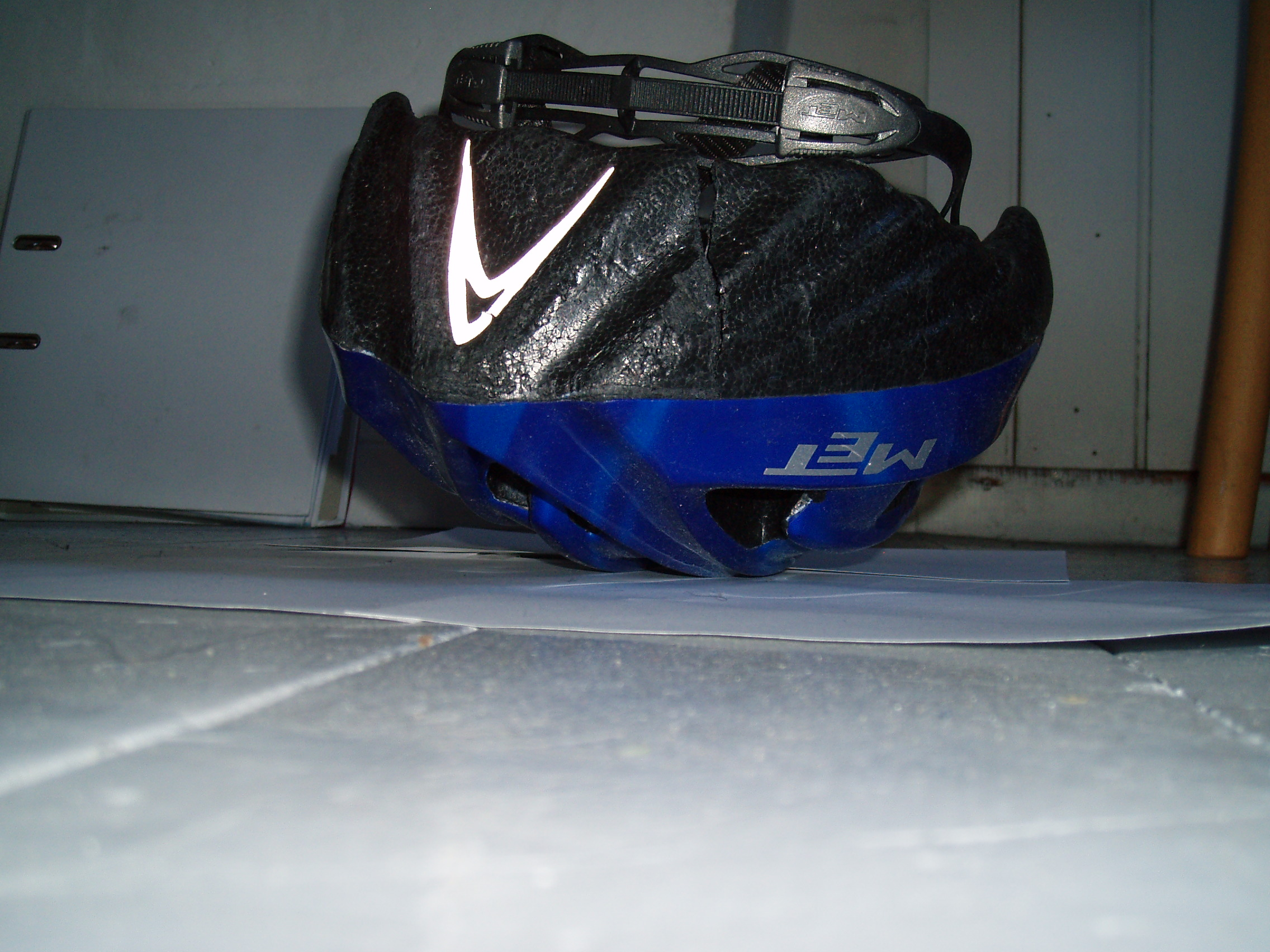
En sprucken hjälm efter en olycka.

### Skyddseffekt vid olyckstillfället
Studier från sjukhus visar att hjälmar har en stor skyddande effekt på både ansiktet och skallen. Cyklister som kommer till sjukhuset utan huvudskada har i högre grad använt hjälm. En australiensisk studie visade att frekvensen för skallskador i samband med cykelolyckor ökade med 5.6 gånger för cyklister utan hjälm jämfört med de cyklister som använt hjälm vid olyckstillfället. Enligt en översikt av sjukhusstudier i Cochrane Review kan hjälmen minska risken för huvudskador med 63-88 procent och ansiktsskador (övre och mellersta ansiktet) med 65 procent. Bland cyklister som skadas allvarligt i Sverige och som inte använt hjälm är huvudet den kroppsdel som skadats svårast i cirka 13 procent av fallen. Motsvarande andel bland hjälmanvändarna är endast 7 procent. En australiensisk studie visar att barns hjälmanvändande vid cykelolyckor minskar risken för huvudskador med 63 procent.

### Ökat hjälmanvändande, fallande skadetal
En studie från Australien, utförd vid tiden direkt före och efter 1990 års införande av hjälmlag, visade att hjälmbruket ökade starkt i samband med införandet av hjälmlagen, runt 40 procentenheter. Risken för huvudskador bland cyklister i denna studie minskade inte mer än för andra trafikanter utan hjälm, som till exempel fotgängare och bilister. Den generellt minskade risken för huvudskador bland alla trafikantgrupper tillskrevs allmänna förbättringar i trafiksäkerheten. Senare Australiensiska studier har visat delvis motsatta resultat för tiden runt hjälmlagens införande, där huvudskador som krävde sjukhusvård minskade med 29% jämfört med minskningen av övriga cyklingsrelaterade skador.
Studier från Kanada före och efter en obligatorisk hjälmlags införande pekar på resultat där andelen barn med huvudskador orsakade av cyklingsrelaterade olyckor minskade med 45% i de provinser där tvingande hjälmlagar infördes mot 27% minskning i delstater utan tvingande lagstiftning. Minskningen av huvudskador skedde utan att cyklingen som aktivitet minskade. Studien visade en fallande trend för trafikskador överlag, och för alla trafikantgrupper, men andelen huvudskadorna för barn vid cykelolyckor minskade radikalt även justerat för detta. Liknande resultat visar en studie från Uppsala universitet; förekomsten av huvudskada bland barn som cyklar i Sverige minskade med 46 procent mellan 1988 och 1996 utan att cyklingen som aktivitet minskade. Förekomsten av skador på andra kroppsdelar låg stabilt under tiden, samtidigt som andelen barn med hjälm ökade. Denna studie jämförde inte cyklister med andra trafikantgrupper. 

### Cykelhjälmen och omkörningar
Ian Walker undersökte i en studie från 2007 hur stort utrymme bilisterna gav cyklisterna vid omkörning beroende på användning av hjälm samt avstånd till vägkanten (från 0,25m till 1,25m). Han fann att ju närmare cyklisten var vägkanten desto större utrymme gav bilisterna vid omkörning. Han fann dessutom att cyklister med hjälm gavs mindre utrymme än cyklister utan hjälm då avstånd till vägkanten var 0,25-0,5m och 1,25m men inte 1m. Slutsatsen blev således att cyklister som använder hjälm ges mindre avstånd vid omkörning. I en studie från 2013 återanalyserade man den data som användes av Ian Walker (2007), dock med grundligare analysformer. Man noterade att cyklister utan hjälm i medel gavs 5,8cm längre avstånd i samband med omkörning än cyklister med hjälm. De påtalar att rekommendationer om avståndet till cyklister vid omkörning tenderar att vara minimum en meter. Med detta som grund kritiserade de relevansen av resultatet att cyklister med hjälm ges ett något mindre utrymme än cyklister utan hjälm (i medel 5,8cm) då signifikant skillnad av avståndet enbart sågs när det mellan cykeln och det omkörande fordonet översteg 2 meter.

#### Ingen relevant skillnad i omkörningsavstånd för hjälmbärare
Ian Walker tog åter upp ämnet i en artikel från 2014 där han undersökte hur cyklisters klädsel och hjälmanvändande påverkade det utrymme som bilister gav vid omkörning. Det fanns sju olika typer av klädsel som benämns; Commute, Casual, Hiviz, Racer, Novice, Police och Polite, enbart Casual var utan hjälm. Medelavståndet som bilisterna höll vid omkörning för alla grupper var 117,5cm, för cyklist med klädseln utan hjälm så var siffran 117,61cm och skiljer sig således inte signifikant från totala medel. Antalet omkörningar med ett avstånd under 100cm för alla grupper var 34%, för cyklisten utan hjälm var siffran 33%. Inte heller här sågs alltså någon större skillnad och variationen var stor bland de hjälmbärande grupperna, från Police där siffran var 24,5% till Polite där siffran var 43,1%.

### Riskkompensation
En norsk enkätundersökning på 1 500 cyklister visar att de cyklister som använder mycket utrustning, till exempel hjälm, cykeldator eller cykeljacka, också är de med en hårdare körstil och oftare hamnar i nära-ögat-situationer. Cyklisterna med utrustning gillar att det går fort och tycker inte om att bli fråncyklade. De hamnar oftare i situationer där de bedömer att det var "nära ögat".

### Linjära och roterande kollisioner
Standarder för cykelhjälmar specificerar bara hur de ska klara linjära stötar, men även plötslig roterande acceleration kan ge upphov till hjärnskador som hjärnskakning, diffus axonal skada och subduralt hematom. Studier visar att de roterande accelerationer som uppstår vid cykelolyckor är tillräckliga för att orsaka sådana hjärnskador.  Det börjar dock utvecklas hjälmar som även minskar hjärnans roterande accelerationer vid olyckor. 

## Debatt om hjälmlagar och hjälmkampanjer
Lag om cykelhjälm har varit omdiskuterat i många länder, bland annat för att skadorna drabbar cyklisten själv och inte någon annan. Många har kritiserat lagstiftningar där vuxna inte behöver ha cykelhjälm medan andra pekar på att varannan omkommen cyklist är över 65 .

### För
Trafikverket i Sverige säger att en sanktionerad hjälmlag i kombination med informationskampanjer behövs för att öka hjälmbruket till 70 % till år 2020.
NTF bedömer att mer än hälften av de cyklister som dör i trafiken skulle ha överlevt om de använt hjälm. NTF kräver en lag på att alla cyklister ska använda cykelhjälm, med argumenten att man vill minska samhällets kostnader och det mänskliga lidande som följer i cykelolyckornas spår.

### Emot
2007 gav Statens vegvesen i Norge råd om att inte förbjuda barn eller vuxna att cykla utan hjälm, då man menade att en sådan lag riskerar att minska cyklandet och skada folkhälsan.
Svenska Cykelfrämjandet och Dansk Cyklist Forbund rekommenderar att man bär hjälm, men är motståndare till hjälmlag då det skulle minska cyklingen och därmed skada folkhälsan . Även Svenska Cykelsällskapet anser att hjälmar skyddar vid en kollision, men att en hjälmlag skulle skada folkhälsan . Det tyska cyklistförbundet ADFC menar att en hjälmlag skulle ge en nettoförlust för folkhälsan. Europeiska cyklistförbundet ECF och brittiska CTC är mot såväl hjälmlagar som hjälmkampanjer, bland annat för att kampanjerna överdriver riskerna med cykling och att de skadar folkhälsan. Det nyzeeländska cykelfrämjandet CAN menar att lagen om cykelhjälm inte fungerar som avsett och måste utredas.